# Michele Alboreto
Michele Alboreto, född 23 december 1956 i Milano, död 25 april 2001 i Lausitz i Tyskland, var en italiensk racerförare.  

## Racingkarriär

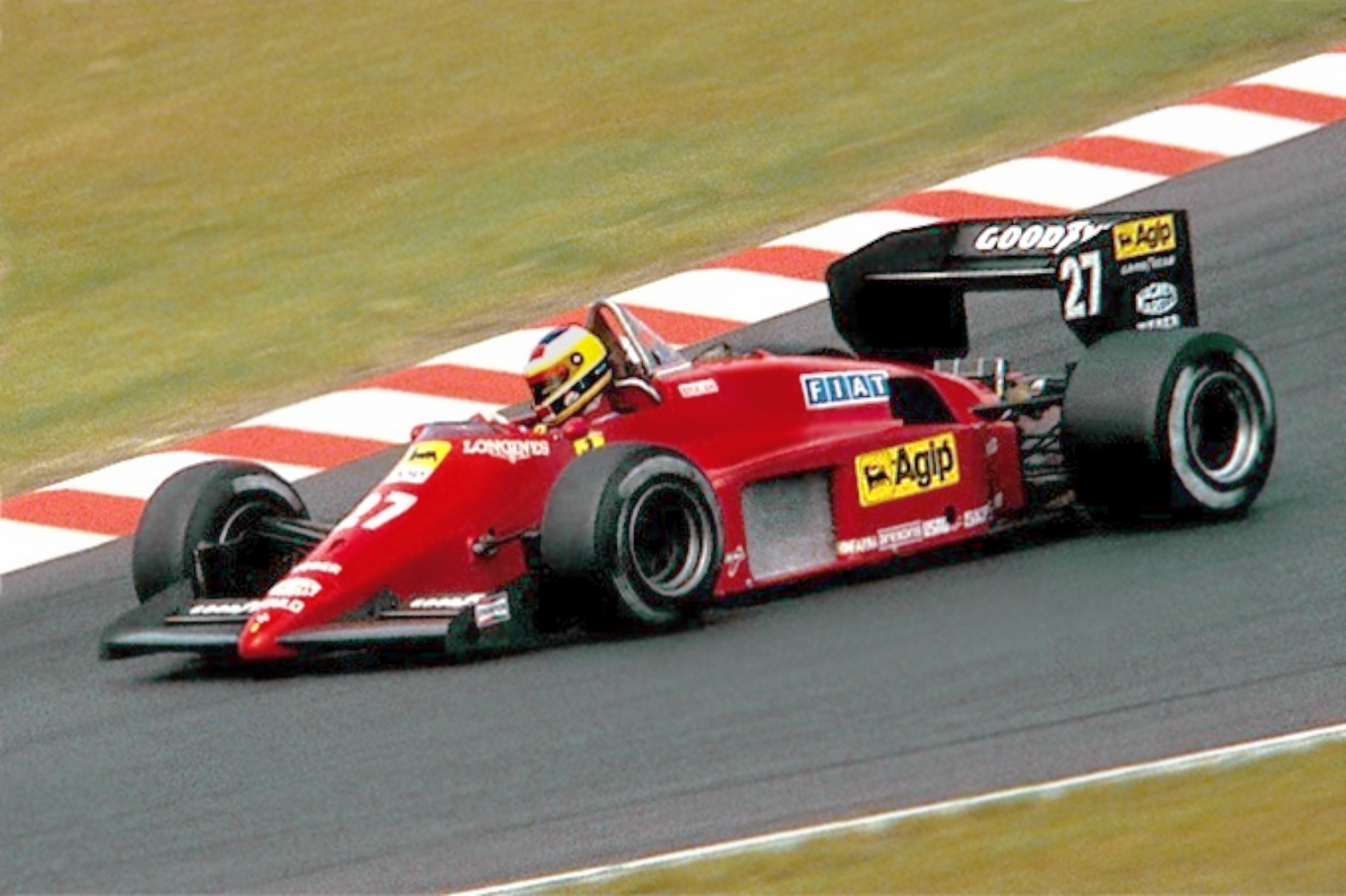
Michele Alboreto i Ferrari under träning i.

Alboreto debuterade i formel 1 1981 och tävlade sedan under 14 säsonger. Han kom som bäst tvåa i mästerskapet 1985. 
Efter formel 1-karriären började Alboreto köra sportvagnsracing och vann Le Mans 24-timmars 1997 i en TWR Porsche tillsammans med Tom Kristensen och sin tidigare stallkamrat i Ferrari, Stefan "Lill-Lövis" Johansson.
Alboreto omkom på Lausitzring i östra Tyskland 2001 i en Audi sportvagn efter att ha fått punktering i hög fart.

## Källor

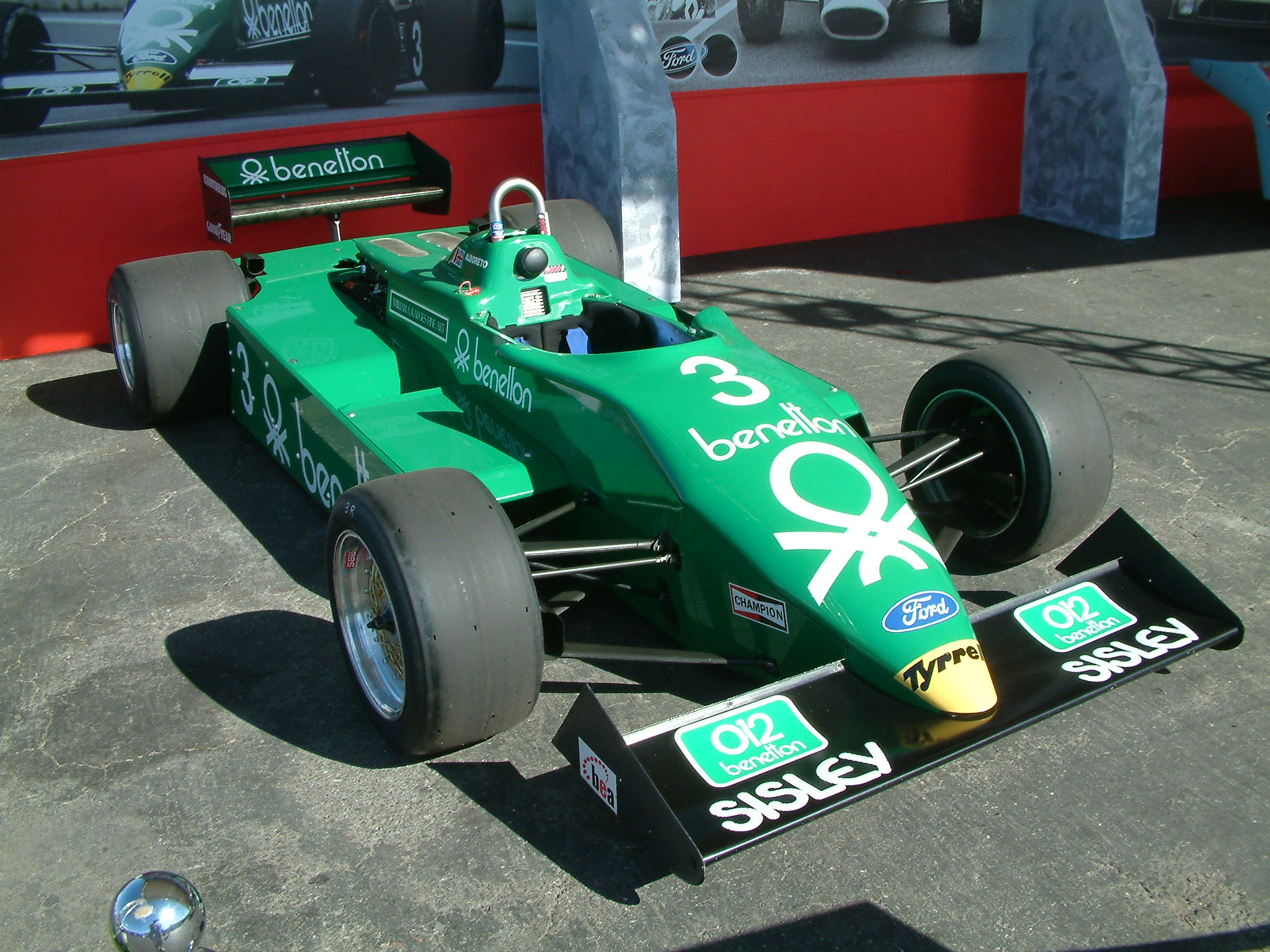
Michele Alboretos Tyrrell-Ford 011 från.

## F1-karriär
| Säsong                 | Stall/Tillverkare                         | Placering              | Lopp | Poäng | Etta | Tvåa | Trea | Pole | Varv |
| ---------------------- | ----------------------------------------- | ---------------------- | ---- | ----- | ---- | ---- | ---- | ---- | ---- |
| 1981                   | Tyrrell-Ford                              |                        | 12   |       |      |      |      |      |      |
| 1982                   | Tyrrell-Ford                              | 8                      | 16   | 25    | 1    |      | 1    |      | 1    |
| 1983                   | Tyrrell-Ford                              | 12                     | 15   | 10    | 1    |      |      |      |      |
| 1984                   | Ferrari                                   | 4                      | 16   | 30,5  | 1    | 2    | 1    | 1    |      |
| 1985                   | Ferrari                                   | 2                      | 16   | 53    | 2    | 4    | 2    | 1    | 2    |
| 1986                   | Ferrari                                   | 9                      | 16   | 14    |      | 1    |      |      |      |
| 1987                   | Ferrari                                   | 7                      | 16   | 17    |      | 1    | 2    |      |      |
| 1988                   | Ferrari                                   | 5                      | 16   | 24    |      | 1    | 2    |      | 1    |
| 1989                   | Tyrrell-Ford Larrousse (Lola-Lamborghini) | 11                     | 6 8  | 6     |      |      | 1    |      |      |
| 1990                   | Arrows-Ford                               | -                      | 16   |       |      |      |      |      |      |
| 1991                   | Footwork-Porsche Footwork-Ford            | -                      | 6 10 |       |      |      |      |      |      |
| 1992                   | Footwork-Mugen Honda                      | 10                     | 16   | 6     |      |      |      |      |      |
| 1993                   | Lola BMS Scuderia Italia (Lola-Ferrari)   | -                      | 14   |       |      |      |      |      |      |
| 1994                   | Minardi-Ford                              | 24                     | 16   | 1     |      |      |      |      |      |
| Sammanlagt 14 säsonger | Sammanlagt 14 säsonger                    | Sammanlagt 14 säsonger | 215  | 186,5 | 5    | 9    | 9    | 2    | 4    |

| 1. Las Vegas 1982 2. USA East 1983 3. Belgien 1984 4. Kanada 1985 5. Tyskland 1985 |

| 1. Italien 1984 2. Europa 1984 3. Brasilien 1985 4. Portugal 1985 5. Monaco 1985 6. Storbritannien 1985 7. Österrike 1986 8. Australien 1987 9. Italien 1988 |

| 1. San Marino 1982 2. Österrike 1984 3. USA 1985 4. Österrike 1985 5. San Marino 1987 6. Monaco 1987 7. Monaco 1988 8. Frankrike 1988 9. Mexiko 1989 |

| 1. Belgien 1984 2. Brasilien 1985 |

| 1. Las Vegas 1982 2. San Marino 1985 3. Monaco 1985 4. Italien 1988 |